# Wienerastrild
Der Wienerastrild (Pytilia afra), auch Wieners Astrild oder Sansibarfink genannt, ist eine afrikanische Art in der Familie der Prachtfinken. Es sind keine Unterarten beschrieben. Wienerastrilde werden in Europa gelegentlich als Ziervogel gehalten.

## Beschreibung

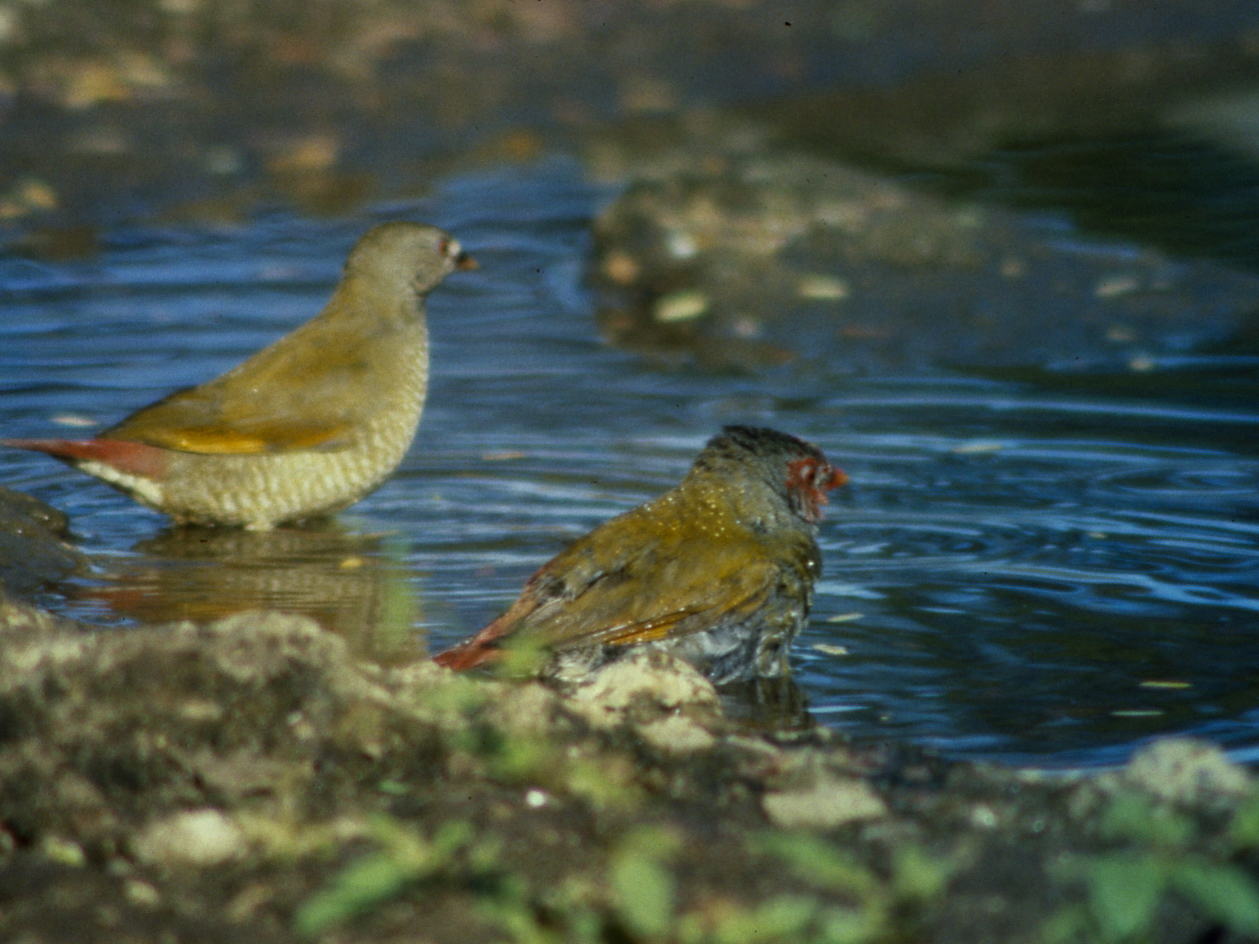
Wienerastrilde

Der Wienerastrild erreicht eine Körperlänge von zwölf Zentimeter. Der Sexualdimorphismus ist gering ausgeprägt. Die Männchen haben eine scharlachrote Stirn und Augengegend. Auch die Kopfseiten und die obere Kehle sind scharlachrot. Rücken und Flügel sind olivgelb, der Bürzel und die Oberschwanzdecken karmesinrot. Die Flügeldecken und die Schwingen sind, von der innersten olivgelb gefärbten Schwinge abgesehen, braun. Die mittleren Schwanzfedern sind ebenfalls braun, während die übrigen dunkelbraun und nur auf der Außenfahne rot sind. Die äußerste Schwanzfeder ist durchgängig braun. Die Körperunterseite ist gelblich olivbraun und fein quergewellt. Der Schnabel und die Augen sind rot. Das Weibchen, dem das Rot an Kopf, Stirn und Scheitel fehlt, ist im Vergleich zum Männchen insgesamt matter gefärbt.
Der Wienerastrild lebt paarweise oder in kleinen Familienverbänden. Nach der Brutzeit sieht man ihn gelegentlich in Gesellschaft mit anderen Prachtfinken, wie beispielsweise Buntastrilden und Blauastrilden. Die Nahrung besteht aus Grassamen, die überwiegend vom Boden aufgenommen werden. Die Fortpflanzungszeit fällt in die zweite Hälfte der Regenzeit und variiert je nach Verbreitungsgebiet. Das Gelege besteht aus drei bis vier weißen Eiern. Beide Elternvögel brüten. Der Brutparasit des Wienerastrilds ist vermutlich die Breitschwanzparadieswitwe.

## Verbreitungsgebiet und Lebensraum
Der Wienerastrild kommt in Ostafrika einschließlich der Insel Sansibar vor. In Ostafrika erstreckt sich sein Verbreitungsgebiet vom Süden Äthiopiens bis zum Transvaal und in westlicher Richtung bis nach Angola. Er ist häufig im Süden des Sudan und in Kenia, eher selten in Uganda.
Seine Lebensräume sind buschdurchsetztes Grasland, lichte Wälder und die Ränder von Galeriewäldern. Er fehlt im Regenwald und der völlig offenen Savanne.

## Haltung
Wienerastrilde wurden bereits in der zweiten Hälfte des 19. Jahrhunderts als Ziervögel gehalten. Sie werden seitdem immer wieder eingeführt, häufig gemeinsam mit Buntastrilden. Die Stückzahl der Importe war immer gering. In Europa wird die Art jedoch von einer kleinen Zahl von Liebhabern sehr regelmäßig gezüchtet. Während Wienerastrilde außerhalb der Brutzeit sehr friedfertige Vögel sind, werden sie in der Brutzeit ähnlich wie der Buntastrild sehr aggressiv. Ihre Haltung ist anspruchsvoll. Sie benötigen ganzjährig eine große Auswahl animalischen Futters.

## Belege

### Einzelbelege
1. ↑  Nicolai et al., S. 62.
2. ↑  Nicolai et al., S. 62.
3. ↑  Nicolai et al., S. 63.